# Moji-ku
Moji-ku (門司区?) è uno dei sette quartieri amministrativi della città di Kitakyūshū, in Giappone.